# Tadese Worku
Tadese Worku (20 gennaio 2002) è un mezzofondista etiope.

## Palmarès
| Anno | Manifestazione    | Sede     | Evento         | Risultato | Prestazione | Note                  |
| ---- | ----------------- | -------- | -------------- | --------- | ----------- | --------------------- |
| 2019 | Mondiali di cross | Aarhus   | Corsa U20      | Argento   | 23'54"      |                       |
| 2019 | Mondiali di cross | Aarhus   | A squadre      | Oro       | 18 p.       |                       |
| 2021 | Mondiali U20      | Nairobi  | 3000 m piani   | Oro       | 7'42"09     | Record dei campionati |
| 2021 | Mondiali U20      | Nairobi  | 5000 m piani   | Argento   | 13'20"65    |                       |
| 2022 | Mondiali          | Eugene   | 10000 m piani  | 14º       | 27'52"25    |                       |
| 2024 | Mondiali di cross | Belgrado | Corsa seniores | 12º       | 28'50"      |                       |
| 2024 | Mondiali di cross | Belgrado | A squadre      | Bronzo    | 40 p.       |                       |

## Campionati nazionali
2018
- 8º ai campionati etiopi under-20, 10000 m piani - 29'57"98
- 5º ai campionati etiopi under-20, 5000 m piani - 14'01"12

2021
- 4º ai campionati etiopi, 10000 m piani - 28'24"4

2022
- Oro ai campionati etiopi, 10000 m piani - 28'12"0

## Altre competizioni internazionali
2019
- Oro al Giro podistico internazionale di Castelbuono ( Castelbuono) - 33'43"
- Bronzo al Giro al Sas ( Trento) - 28'38"
- Oro al Memorial Peppe Greco ( Scicli) - 28'58"

2020
- 5º alla BOclassic ( Bolzano) - 13'23"

2021
- 7º ai Bislett Games ( Oslo), 3000 m piani - 7'37"48
- Oro alla BOclassic ( Bolzano) - 28'58"
- Argento alla Road to records ( Herzogenaurach), 10 km - 26'56"
- Argento al Cross di Italica ( Siviglia) - 28'34"

2022
- 4º alla Mezza maratona di Valencia ( Valencia) - 58'47"
- Argento alla World 10K Bangalore ( Bangalore) - 27'53"
- Argento al Birell Grand Prix ( Praga) - 27'25"
- Bronzo alla Cinque Mulini ( San Vittore Olona) - 28'36"

2023
- 12º alla Mezza maratona di Valencia ( Valencia) - 59'33"
- Oro al Birell Grand Prix ( Praga) - 27'35"

2024
- Bronzo agli FBK Games ( Hengelo), 5000 m piani - 13'02"56

2025
- 11º alla Valencia 10K Ibercaja ( Valencia) - 27'24"